# Werneria humilis
El cojín (Werneria humilis) es una especie de planta herbácea perteneciente a la familia Asteraceae.

## Taxonomía
Werneria humilis fue descrita por Carl Sigismund Kunth y publicada en Nova Genera et Species Plantarum (folio ed.) 4: 150, en 1818.

#### Etimología
Véase: Werneria
humilis: epíteto latino que significa "de bajo crecimiento".